# 南街村
南街村是位于中国河南省漯河市临颍县城南隅（城关街道下辖）的一个行政村，全村总面积1.78平方公里，共有848户3180人，村民主要包括回汉两个民族。該村以實施毛澤東思想而聞名。

## 概述
南街村一度是河南的经济发达村，1991年村经济产值达1亿元人民币，1997年村经济产值突破17亿元人民币，但2002年下滑到村经济产值12亿人民币。南街村声称以毛泽东思想的集体主义为理念，提出建设“共产主义小社会”的目标。据南街村自称，其现在实行的是以村支书王宏斌（原名王洪彬）为领导的集体制经济，村委会不允许村民开办私人企业或是娱乐性质的卡拉OK等。村裡实行按劳分配，村民每天都要举行升中华人民共和国国旗仪式，之后唱革命歌曲，仪式完毕后村民到村裡的行政机构或是村办企业上班，根据工作的内容不同，每月将得到人民幣150元到200元的固定工资。村民可以免费享受粮食及副食品等生活用品，村民的住房、上学、医疗等方面福利都是免费享受的。村民的婚礼都是集体举办的，新郎、新娘将得到村裡送的纪念品《毛泽东选集》。南街村曾接待过江泽民、朱镕基、李岚清、乔石、曹刚川、羅幹等党和国家领导人的工作视察。南街村连续4年被中共河南省委、河南省人民政府命名为“文明村”、“明星村”，其村支书王宏斌兼任中共临颍县委副书记。
南街村自称是中国大陆目前成功少有的个例，但一些自由派媒体如《南方都市报》2008年2月的报道，南街村产业的产权在2004年从集体制秘密转为私有制，王宏斌等南街村各级负责人占有南街村全部产业产权的60%，且南街村的成功被其认为是建立于巨额银行贷款之上，由于经营不善，南街村目前的负债已经达到十余亿元人民币，实际上已经资不抵债。
中国人民大学社会学系教授冯仕政认为：“南街村集体经济的快速增长，一是靠巨额银行贷款，二是靠廉价的外来劳动力。在这两个因素中，银行贷款是首要因素。没有银行贷款，南街村就不可能在短时间内大规模上项目，也就不可能吸引那么多劳动力。当然，这里也不完全否认王宏斌等南街村‘能人’的作用，毕竟银行贷款是他们搞来的。但是，如果连银行贷款的拉动作用也算‘能人经济’的话，那么所有经济现象都可以用‘能人’来解释，因为没有什么生产要素与人没有关系。”

## 村办企业

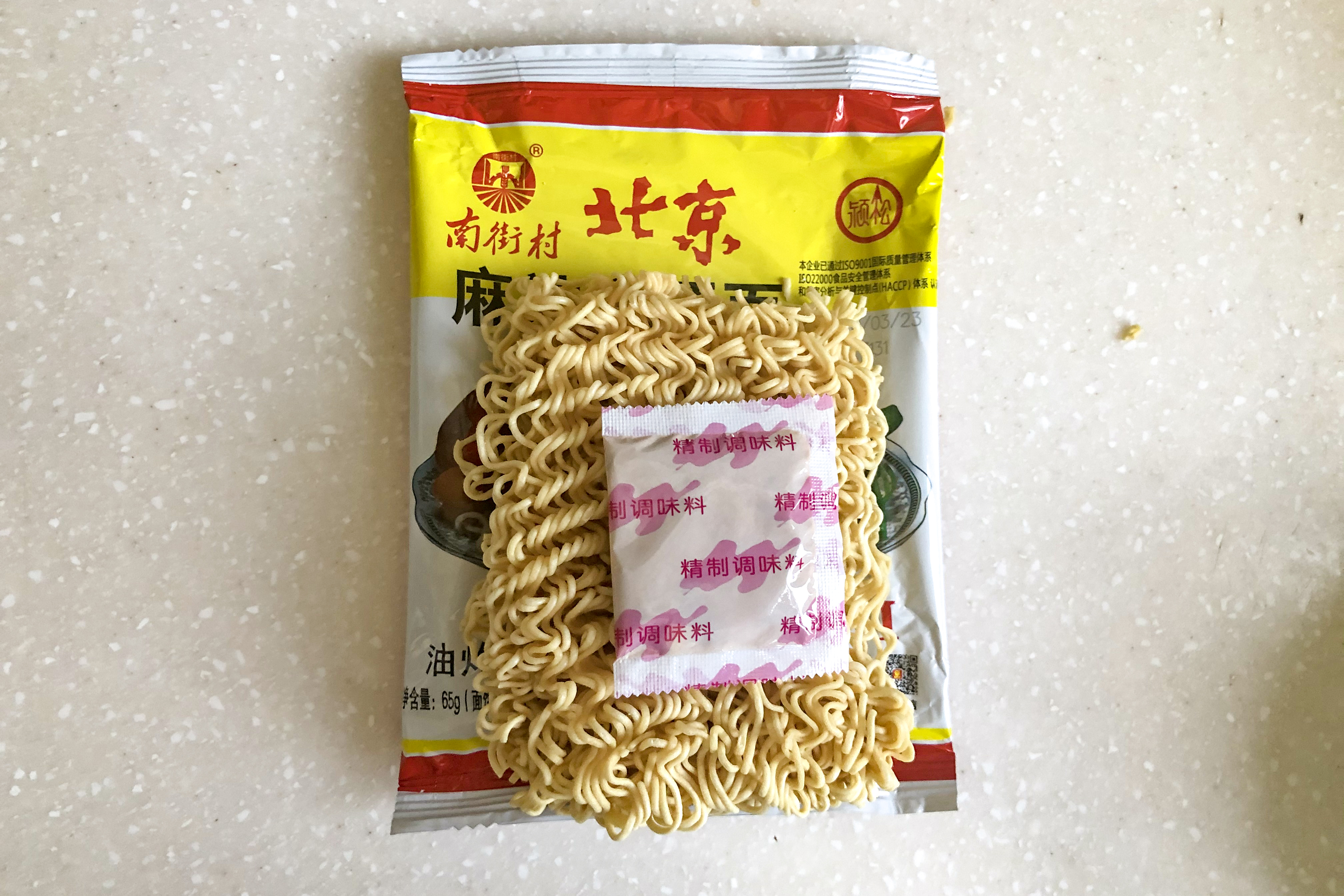
南街村集团生产的方便面

1979年，南街村党支部书记王洪斌决定发展非農產業，遂於村南建立砖厂。1980年，因臨潁縣麵粉加工能力不足，王洪斌等人決定籌辦麵粉廠，1981年投產，並於1985年開始與北京劲松糕點廠聯合經營，此后又建立了食品厂、方便面厂、啤酒厂等村办企业。1985年，临颍县中原农工商物资联合企业公司在南街村成立，该公司1987年更名为临颍县中原联合企业公司，1991年经河南省政府批准更名为河南省中原工贸公司，开始统一管理村内各家工厂。
1988年（一说1989年），南街村从平顶山粮食局购得一条方便面生产线，开始生产方便面，此后一度成为中国内地最大的方便面生产基地。
1995年，南街村斥资1.3亿元人民币从日本引进方便湿面生产线，并为此成立河南南德食品有限公司，南街村集团内部称之为“鲜拌面厂”，并沿用南街村品牌。但鲜湿面生产初期技术并不稳定，保质期较短，直至1999年成功采用乳酸保鲜技术才得以解决方便湿面保质期短的问题。截至2024年2月，方便湿面产品已占据南街村集团近五分之一的产值。

## 宣传口号
- 村委会
  - 毛泽东思想永放光芒。
  - 这个世界是“傻子”的世界，由“傻子”去支持，由“傻子”去推动，由“傻子”去创造，最后是属于傻子的。
- 厂区
  - 政治挂帅思想领先 ，信誉第一用户至上。
- 幼儿园
  - 祖国的花朵， 中国的未来， 南街的希望， 南街的未来。
- 南街村学校
  - 求真务实勤奋文明奉献
- 南街高中
  - 坚定信念 热爱南街 建设社区
  - 傻瓜种瓜 种出傻瓜 唯有傻瓜 救得中华——－陶行知
- 技术中心
  - 科技革命就是为了解放生产力
- 生活区
  - 只有真实才美，只有真才是美
  - 真实就是美 与真实对立的东西就是醜
- 王宏斌的墙上[13]
  - 毛泽东是人不是神，毛泽东思想胜过神